# Wangandawa
Wangandawa is een bestuurslaag in het regentschap Tegal van de provincie Midden-Java, Indonesië. Wangandawa telt 6388 inwoners (volkstelling 2010).